# Вулкан (кинотеатр)
Вулкан — старейший кинотеатр Тверской области, расположенный в Центральном районе Твери по адресу ул. Вольного Новгорода, 23. Кинотеатр являлся местом второго проката новых фильмов. В холле кинотеатра на первом этаже часто проводятся разнообразные выставки- ярмарки.

## История
Здание, в котором разместился кинотеатр Вулкан, было построено в конце 1760-х гг.
В начале 20 века принадлежал двум владельцам: М. Д. Арефьевой и Е. Е. Поповой. Попова, хозяйка западной половины открыла в 1915—1916 гг. «на своей половине» синематограф. Это один из первых домов регулярной застройки Твери, формирующий пространство Советской площади (бывшей Почтовой, Полуциркульной) и отмечающий начало трехлучевой планировки 18 века.
В 1918 году «Вулкан» был национализирован. В помещении кинотеатра работали красноармейский клуб и театр «Возрождение».
В 1935—1938 гг. кинотеатр Вулкан назывался «Ударник» а с 1939 года являлся концертным залом филармонии.
В 1936 году в нем состоялась демонстрация первого цветного советского фильма «Соловей-Соловушка».
В 1941 году здание было полностью разрушено немецко-фашистскими оккупантами.
В 1949 году кинотеатр вновь открыт с прежним названием.
Кинотеатр Вулкан первым в области переоборудован для показа широкоформатных (с 1964 года) фильмов.
В кинотеатре проводились творческие встречи с создателями фильмов, тематические показы; работали клубы для девушек, «Кино и современность», кино-лектории для детей и подростков.
Ежегодно кинотеатр Вулкан посещали около 1 миллиона зрителей.
С 2010 году кинотеатр был закрыт. Сегодня в здании бывшего кинотеатра «Вулкан» проходят ярмарки-распродажи одежды.

## Архитектурные особенности
Здание построено в характерных для 18 века формах переходного стиля от барокко к классицизму.
В 1930-х гг. здание кинотеатра надстроено двумя этажами. В 1950-х гг. — реконструировано. В этот период была заложена проездная арка и полностью изменен наружный декор здания.
в 1990-х гг. здание находилось на капитальном ремонте.